# Pavčič
Pavčič  je priimek več znanih Slovencev:
- Cveto Pavčič (*1933), smučarski tekač
- Edvard Pavčič (1929—2009), generalpodpolkovnik JLA, pomočnik poveljnika 9. armade za zaledje in poveljnik TO Slovenije
- Irena Pavčič, strokovnjakinja za komuniciranje
- Janez Pavčič (*1928), smučarski tekač
- Josip Pavčič (1870—1949), skladatelj
- Marijan Pavčič (1908—1998), pedagog, defektolog